# Parlamento colgado
Se denomina parlamento colgado a la situación política producida, dentro de un sistema de gobierno parlamentario, cuando ningún partido político (o bloque de partidos aliados) posee una mayoría absoluta de escaños en el parlamento. Es también conocido como parlamento equilibrado o legislatura sin control absoluto.
Si la legislatura es bicameral, y el gobierno es responsable únicamente de la cámara baja, "parlamento colgado" se utiliza entonces solo con respecto a esa cámara. El término "parlamento colgado" es utilizado principalmente en sistemas con dos partidos o dos bloques de partido. La mayoría de elecciones generales en tal sistema darán lugar a que uno u otro partido posean mayoría absoluta y así formen rápidamente un nuevo gobierno; un "parlamento colgado" es una excepción a este patrón y puede ser considerado anómalo o indeseable. Uno o ambos partidos principales pueden buscar la formación de un gobierno de coalición con terceros partidos minoritarios, o un gobierno en minoría que confíe en el apoyo de terceros partidos o independientes. Si estos esfuerzos fallan, como último recurso puede darse una disolución del parlamento y unas nuevas elecciones.
En un sistema multipartidista con gobiernos elegidos por representación proporcional es raro que un solo partido obtenga la mayoría de escaños, por lo que un "parlamento colgado" es lo normal y el término apenas se utiliza. Aun así el término puede describir unas elecciones en las que una alianza no definida previamente gane por mayoría, como en las elecciones alemanas de 2005.

## Historia

### Reino Unido
En Reino Unido, antes de la Primera Guerra Mundial, existió un sistema de dos partidos durante generaciones; tradicionalmente solo Tories y Whigs, o desde mediados del siglo XIX los partidos Conservador y Liberal, contaban con cifras significativas de parlamentarios. Los parlamentos colgados eran por tanto raros. La posibilidad de cambio surgió cuando, en el periodo posterior al Acta de Unión de 1800, parlamentarios irlandeses ocuparon escaños en el Parlamento, aunque inicialmente siguieron las alineaciones tradicionales. Sin embargo dos reformas (en 1867 y en 1884) extendieron significativamente el derecho de voto y coincidieron con un cambio en la política irlandesa. Tras las elecciones generales de 1885 ningún partido obtuvo la mayoría absoluta. El Partido Parlamentario Irlandés aguantó el equilibrio de poder y convirtió el Home Rule en un condicionante a su apoyo. Sin embargo el partido liberal rechazó tales condiciones, llevando a otras elecciones generales en 1886, en las que los conservadores obtuvieron la mayoría de escaños y gobernaron con el apoyo del liberalismo opuesto al Home Rule, el Partido Liberal Unionista.
Tanto las elecciones de enero de 1910 como las de diciembre de 1910 dieron lugar a un parlamento colgado con un número casi idéntico de escaños obtenidos por el Partido Liberal y el Partido Conservador. Esto fue debido a la crisis constitucional y al auge del Partido Laborista. Las elecciones de 1929 dieron como resultado el último parlamento colgado por muchos años; mientras tanto los laboristas habían reemplazado a los liberales como uno de los dos partidos dominantes.
Desde las elecciones de 1929, solo dos resultados han dado lugar a parlamentos colgados en Reino Unido. El primero fueron las elecciones en febrero de 1974, cuyo parlamento resultante solo duró hasta octubre. El segundo fueron las elecciones de mayo de 2010, cuyo resultado fue un parlamento colgado con los conservadores como el partido con mejores cifras. En 2011 se aprobó la creación de parlamentos quinquenales, por lo que las siguientes elecciones tienen lugar en 2015.
Los parlamentos colgados también pueden surgir cuando mayorías de gobierno débiles son erosionadas por las derrotas en elecciones parciales y por la deserción de parlamentarios hacia partidos de la oposición, así como por dimisiones de parlamentarios de la Cámara de los Comunes. Esto ocurrió en diciembre de 1996 al gobierno conservador de John Major y a mediados de 1978 al gobierno laborista de James Callaghan; el gobierno en minoría de este llegó cuando los laboristas finalizaron el pacto Lib-Lab de 15 meses con los liberales, perdiendo su mayoría a principios de 1977.
Según los investigadores Andrew Blick y Stuart Wilks-Heeg, la frase "parlamento colgado" no fue utilizada de manera habitual hasta mediados de los setenta. Fue usada por primera vez en la prensa por el periodista Simon Hoggart en The Guardian en 1974.

## Consecuencias
En los países acostumbrados a resultados de elección decisivos, un parlamento colgado es visto a menudo como un resultado desfavorable, llevando a un gobierno relativamente débil e inestable. Es habitual un periodo de incertidumbre después de las elecciones, los líderes del partido mayoritario negocian con independentes y partidos minoritarios para establecer una mayoría funcional.
Un aspirante a Jefe de Gobierno puede aspirar a construir un gobierno de coalición; en los sistemas Westminster esto implica un acuerdo sobre el programa legislativo y un determinado número de Ministerios en manos de los socios de coalición, a cambio de una mayoría estable. Alternativamente puede formarse un gobierno en minoría, estableciendo un acuerdo de confianza a cambio de concesiones políticas acordadas por adelantado o confiando en su apoyo caso a caso.

### Reino Unido
En las elecciones generales de 1974, el Primer ministro Edward Heath rechazó dimitir al principio, intentando construir un gobierno de coalición a pesar de obtener menos escaños que el entonces en la oposición Partido Laborista. Fue incapaz de conseguirlo y los laboristas, dirigidos por Harold Wilson, ocuparon su lugar en un gobierno de minoría.
En las elecciones generales de 2010 se produjo otro parlamento colgado, teniendo lugar negociaciones para crear un gobierno estable. Esto se resolvió a través de un gobierno de coalición, que también resultó ser un gobierno de mayoría, entre el Partido Conservador, el cual obtuvo la mayoría de escaños y votos en las elecciones, y los Demócratas Liberales.

## Mayoría funcional
Ha habido ocasiones cuando, a pesar de que un parlamento o asamblea está técnicamente colgado, el partido en el poder tiene una mayoría funcional. Por ejemplo, en el Reino Unido, la tradición es que el presidente y los portavoces no voten y los parlamentarios de Sinn Féin nunca tomen sus escaños, por lo que estos miembros pueden ser descontados de la oposición.
Este fue el caso de la Asamblea Nacional de Gales, en 2005, donde el partido laborista perdió su mayoría cuando Peter Law fue expulsado por estar contra el candidato oficial de las elecciones generales en el Blaenau Gwent. Cuando la Asamblea fue elegida por primera vez el 1 de mayo de 2003, los laboristas obtuvieron 30 escaños, Plaid Cymru obtuvo 12, los conservadores 11, los demócratas liberales obtuvieron 6, y el Partido Independiente John Marek obtuvo uno. Cuando Dafydd Elis-Thomas (Plaid Cymru) fue reelegido, esto redujo el número de opositores que podían votar a 29. Así, los laboristas tuvieron una mayoría funcional de un escaño hasta que Law regresó al Blaenau Gwent.